# ألكسندروس الثالث
البطريرك ألكسندروس الثالث (9 آذار 1869 - 17 حزيران 1958)
بطريرك أنطاكية وسائر المشرق للروم الأرثوذكس وخليفة بطرس وبولس لكنيسة أنطاكية الأرثوذكسية.

## حياته
ولد في عام 1869 في دمشق لعائلة مسيحية أرثوذكسية، درس في دمشق في المدرسة الآسية حتى عام 1880 وفي 12 أيار عام 1886 ألبسه البطريرك جيراسيموس الأول الإسكيم الرهباني وأصبح تابعاً للمقر البطريركي بدمشق. في 15 أيلول عام 1887 تم إرساله إلى معهد خالكي في اسطنبول. في 6 شباط سنة 1894، رُسم شماساً في مدرسة خالكي، وفي 4 تموز من العام ذاته، حاز شهادة معلم في اللاهوت بتقدير ممتاز، وبعدها عاد إلى سوريا وعمل مدرساً لمدة ثلاثة سنوات في مدارس الغسانية في حمص.

## كهنوته
في 20 نيسان عام 1900 عينه البطريرك ملاتيوس الثاني كاهناً وأرسله إلى موسكو ليكون سفيراً روحياً بين الكرسي البطريركي الأنطاكي والكرسي البطريركي الروسي. وفي موسكو تمت ترقيته عام 1903 لدرجة أرشمندريت على يد مطرانها فلاديمير.
في عام 1908 انتُخِب مطراناً على أبرشية طرابلس.
بعد وفاة البطريرك غريغوريوس الرابع حداد حصل انقسام في المجمع الأنطاكي المقدس أدى إلى انتخاب بطريركين في وقت واحد وهما المطران أرسانيوس الذي كان مطران اللاذقية حينها والمطران ألكسندروس، وبسبب هذا تم اللجوء إلى تحكيم البطريركيات الأرثوذكسية الأخرى فأفتت بصحة انتخاب ألكسندروس، فتم تنصيبه في 30 كانون الثاني عام 1931.

## أعماله
في عام 1913 رافق البطريرك «غريغوريوس الرابع حداد» أثناء زيارته لروسيا القيصرية بمناسبة الذكرى 300 لاعتلاء عائلة رومانوف العرش الروسي.
عمل في طرابلس على تطوير مدارسها وتأسيس مدرسة للإناث بالإضافة إلى بناء دار المطرانية الفخمة التي احترقت أثناء الحرب الأهلية اللبنانية. أما في دمشق فقد قام ببيع معظم أراضي الأوقاف البطريركية لتسديد الديون التي تراكمت عليها في عهد سلفه البطريرك غريغوريوس الرابع. بالإضافة لقيامه بتجديد بناء الكاتدرائية المريمية بعد ظهور تصدع شديد في سقفها، وقيامه ببناء الدار البطريركية عام 1953. وأعاد فتح مدرسة دير البلمند إضافة إلى مدارس اللاهوت الأرثوذكسية العالية في أثينا وموسكو وغيرها.
في سنة 1945 زار موسكو لحضور احتفالات تنصيب ألكسي الأول بطريركاً على موسكو وعموم روسيا، وفي عام 1951 زار أثينا لحضور الاحتفالات بمناسبة مرور 1900 سنة على تبشير بولس الرسول بالمسيحية، بالإضافة إلى أنه عام 1953 زار البطريرك المسكوني أثيناغوراس في اسطنبول.

## وفاته
توفي في دمشق بتاريخ 17 حزيران 1958، ودفن في مدفن البطاركة في حرم الكاتدرائية المريمية.